# 40 Leonis
40 Leonis (40 Leo / HD 89449 / HR 4054) es una estrella de magnitud aparente +4,80.
Se localiza en la constelación de Leo 23 minutos de arco al sur de la brillante Algieba (γ Leonis).
Distante 69 años luz del sistema solar, es la cuarta estrella más cercana de la constelación —tras Denébola (β Leonis), Duhr (δ Leonis) y 83 Leonis— entre las recogidas en el Bright Star Catalogue.
40 Leonis es una subgigante de tipo espectral F6IV; a diferencia del Sol, las estrellas subgigantes han terminado, o están a punto de hacerlo, la fusión nuclear de su hidrógeno interno, lo que se traduce en que son ligeramente más brillantes que las estrellas de la secuencia principal del mismo tipo espectral.
40 Leonis, con una temperatura efectiva aproximada de 6441 - 6493 K, es 4,3 veces más luminosa que el Sol.
Gira sobre sí misma con una velocidad de rotación de al menos 17,3 km/s, completando un giro en menos de 5,44 días.
40 Leonis presenta un contenido metálico —entendiendo por metales aquellos elementos más pesados que el helio— algo más elevado que el solar ([Fe/H] = +0,09).
Su masa es aproximadamente un 38% mayor que la masa solar.
Al igual que el Sol, es una estrella del disco fino, con una edad estimada entre 1800 y 3400 millones de años.
Puede ser ligeramente variable —de tipo Delta Scuti—, por lo que recibe la denominación de variable provisional NSV 4822.